# Brno I
Brno I bylo označení centrálního městského obvodu v Brně v letech 1947–1990. Rozsah a vymezení obvodu se během správních reform několikrát změnily.
- Brno I (1947–1949), jeden z 10 městských obvodů v období od 1. ledna 1947 do 30. září 1949. Zahrnoval katastrální území Dolní a Horní Cejl, Křížová, Město Brno, Špilberk, Trnitá, Velká Nová Ulice a Červená, Zábrdovice.
- Brno I (1949–1954), jeden ze 13 městských obvodů v období od 1. října 1949 do 30. dubna 1954. Zahrnoval většinu k. ú. Město Brno a asi polovinu k. ú. Špilberk.
- Brno I (1954–1957), jeden z 12 městských obvodů v období od 1. května 1954 do 30. května 1957. Zahrnoval celá katastrální území Staré Brno a Vídeňka a Kohoutovice, většinu k. ú. Město Brno, asi třetinu k. ú. Bohunice, malou část k. ú Jundrov, části k. ú. Křížová a Lískovec, většinu k. ú. Nové Sady, asi polovinu k. ú. Špilberk a malou část k. ú. Žabovřesky.
- Brno I (1957–1960), jeden ze 13 městských obvodů v období od 1. června 1957 do 30. června 1960. Zahrnoval celá k. ú. Staré Brno a Vídeňka a Kohoutovice, většinu k. ú. Město Brno, asi polovinu k. ú. Špilberk, asi třetinu k. ú. Bohunice, menší část k. ú. Jundrov (menší část katastru), asi třetinu k. p. Křížová, část k. p. Lískovec, asi polovinu k. ú. Nové Sady a malou část k. ú. Žabovřesky.
- Brno I (1960–1964), jeden z 6 číslovaných městských obvodů (dalších 7 městských částí nemělo čísla) v období od 1. července 1960 do 13. června 1964. Zahrnoval celá k. ú. Staré Brno a Vídeňka a Kohoutovice a části k. ú. Město Brno, Špilberk, Bohunice, Jundrov, Křížová a Nové Sady.
- Brno I (1976–1990), jeden z 5 městských obvodů řízených obvodními národními výbory v období od 1. srpna 1976 do 23. listopadu 1990. Zahrnoval k. ú. Město Brno, Bohunice, Bosonohy, Kohoutovice, Nový Lískovec, Pisárky, Staré Brno, Starý Lískovec a Štýřice.

## Související článek
- Členění Brna